# Местная марка

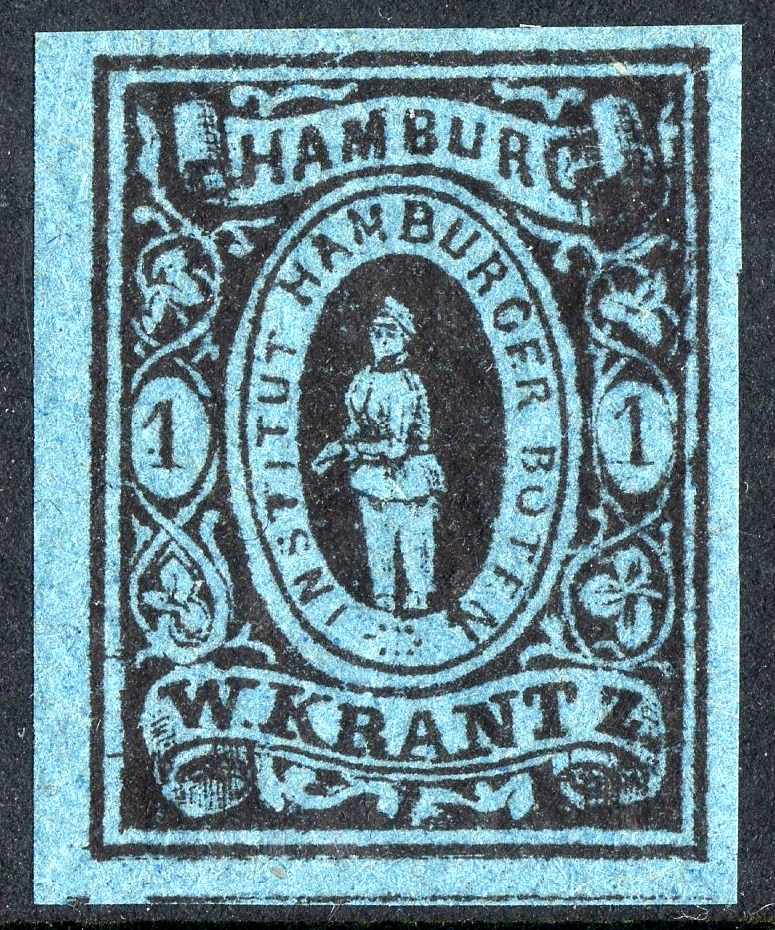
Местная марка Гамбурга (1863)

Местная марка (также марка местного значения, локальная марка; англ. local stamp) — почтовая марка, выпущенная местными почтовыми властями и ограниченная в использовании границами данного района.

## Описание
К местным маркам относятся как марки, выпущенные с разрешения государственного почтового ведомства, так и частные.
Необходимость в выпуске местных марок появляется при отсутствии необходимых общегосударственных почтовых марок и в силу иных причин.

## Примеры по странам

### Германия
После окончания Второй мировой войны в разных оккупационных зонах Германии для отдельных земель и городов выпускались местные марки: Котбус, Финстервальде, Любенау, Мейсен, Шторков, Штраусберг и другие.

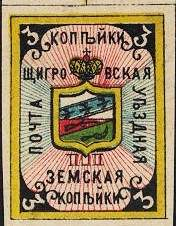
Земская марка Щигровского уезда (1882)

### Россия
Выпускавшиеся в Российской империи земские марки также относятся к местным маркам.

### США
В США к местным маркам относятся так называемые почтмейстерские марки.

### Швейцария
Эмитировавшиеся в Швейцарии ранние кантональные выпуски также представляют собой местные марки.